# Pierre Dagneaux
Pierre Dagneaux est un compositeur et maître de chapelle actif à Pontoise dans les années 1660.

## Biographie
Le nom de Dagneaux est fréquent dans le Val-d'Oise (Attainville, Pontoise...).
Le peu qu’on sait de Pierre Dagneaux provient de l’édition de sa seule œuvre connue, en 1666. Il est en 1666 maître de musique de la cathédrale Saint-Maclou de Pontoise. La dédicace (très rare dans une messe imprimée) nous apprend que c’est au dédicataire, Walter Montagu (en), abbé de Saint-Martin-les-Pontoise, qu’il devait son poste.

## Œuvres

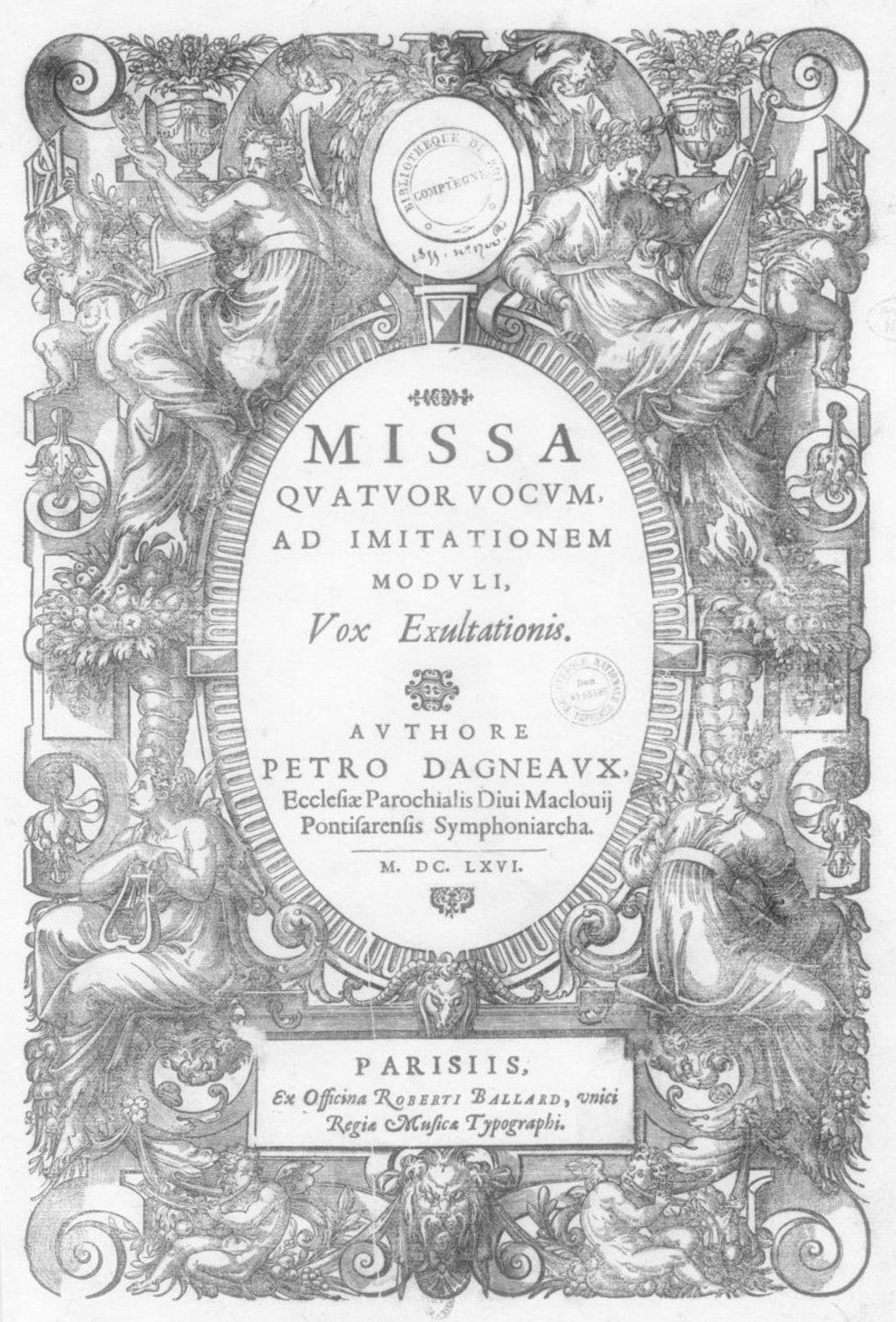
P. Dagneaux, Missa Vox exultationis (Paris, 1666). Paris BnF.

On ne connaît de Dagneaux qu’une seule messe :
- Missa quatuor vocum, ad imitationem moduli Vox exultationis, authore Petro Dagneaux, Ecclesiæ Parochialis Divi Maclovij Pontisarensis Symphoniarcha. - Paris : Robert III Ballard, 1660. in-2°, 18 f. RISM D 3, Guillo 2003 n° 1666-J. Numérisée sur Gallica.

Parmi les deux exemplaires connus, celui de Paris (BNF (Mus.) : VM1-1772) porte une dédicace à Monseigneur de Montagu, abbé de S. Martin lez Pontoise, et de Nanteül, Grand Aumosnier de la Reyne mère d'Angleterre, et premier Aumosnier de Madame la Duchesse d'Orléans.
La messe est composée en valeurs très courtes, dans un style assez répétitif. Les mentions « S » (seul) et « T » (tous) qui parsèment la messe suggèrent l’existence d’un grand chœur et d’un chœur de solistes.